# VZ Водолея
VZ Водолея (лат. VZ Aquarii) — карликовая новая, двойная катаклизмическая переменная звезда типа SS Лебедя (UGSS) в созвездии Водолея на расстоянии приблизительно 1909 световых лет (около 585 парсеков) от Солнца. Видимая звёздная величина звезды — от +18,4m до +12m.

## Характеристики
Первый компонент — аккрецирующий белый карлик спектрального класса pec(UG).